# Springwater Provincial Park (Manitoba)
Springwater Provincial Park är en provinspark i Manitoba i Kanada. Den ligger i kommunen Mountain i västra delen av provinsen.